# 四谷怪談

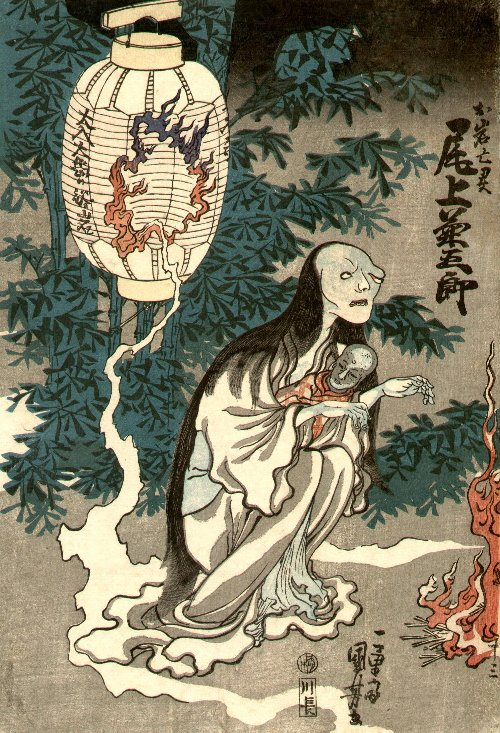
阿岩（歌川國芳）

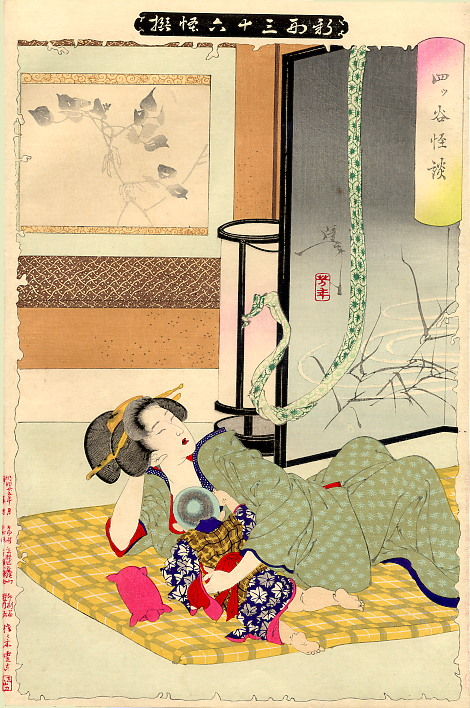
四ツ谷怪談（月岡芳年《新形三十六怪撰》）

四谷怪談（よつやかいだん）是日本的一則怪談。據說發生在元錄時代的江戶的雜司谷四谷町（現東京都豐島區雜司谷），故事的基本內容是，一個忠貞的女人「阿岩」被她的丈夫「田宮」殘忍的害死，然後阿岩變成惡鬼回來報仇。
此怪談被歌舞伎劇作家第四代鶴屋南北與落語家三遊亭圓朝各自改編成歌舞伎狂言劇與落語表演，是日本最有名的怪談之一，也被改編成多個舞台劇、電視劇與電影，並且有數種不同的故事版本。

## 故事

### 於岩稻荷神社由來書
1827年（文政10年），一份由町年寄的孫子，右衛門與茂八郎撰寫的調查報告被提交給幕府政府，該報告記錄了江戶各町流傳下了各種傳說，以地方志的形式書寫，而由來書本身是摘錄自該調查報告中的「文政町方書上」中，「四谷町方書上」的附錄。
貞享年間（1684-1688 年），下級武士田宮伊右衛門（31歲）和他的妻子阿岩（21歲）住在四谷左門町，伊右衛門雖然是婿養子，卻偷偷與上司的女兒結婚，還生下了一個孩子，阿岩得知此事後發了瘋，很快就失蹤了。不久之後，伊右衛門身邊的人開始一個一個慘死，據說是因為阿岩的詛咒。最終，包括伊右衛門本人在內共有18人死於非命，田宮家滅亡。
元祿年間，一位名為市川直右衛門的男子住進了田宮家的舊址，幾年後，1715年（正德5年），又遷入了一位名為山浦甚平的男子。由於山浦甚平居住期間怪事頻發，他向自身家族的菩提寺「妙行寺」求助，最終從寺中請來了稻荷神在家中供奉，並舉辦了超度法會，怪事才沒有再發生。
然而問題是，這份調查報告成書於1827年，也就是鶴屋南北的《東海道四谷怪談》首演後兩年，事件細節的雷同的程度令人懷疑。早稻田大學榮譽教授、歌舞伎研究者郡司正勝曾推測，「南北可能為了宣傳，花錢請人偽造了這份所謂附錄」。然而在檢查過神社收藏的原本之後，真假仍然難以斷定。

### 四谷雜談集
四谷雜談集是一本出版於1727年（享保12年）的雜記書籍，主要收錄元祿年間流傳在江戶的各種故事或怪談，該書被普遍認為是鶴屋南北改編創作《東海道四谷怪談》的藍本。
雖然雜談集紀錄的怪談本身與神社方面的紀載大致相同，但是雜談集還記錄了當時真實的狀況。根據雜談集的紀錄，於岩稻荷神社在江戶初期（1603年）就已建立，阿岩與田宮伊右衛門均確有其人，但是他們的婚姻美滿，田宮家也正常的延續至今，實際上失蹤者僅是田宮家的一位女兒。因此，知名小說家、歌舞伎劇作家岡本綺堂推斷，於岩稻荷神社的起源故事在下町與武家的傳播中有兩個不同的版本，可能是武家的武士為了方便而編造的英雄故事。
在鶴屋南北之前，也有其他的作品是根據四谷雜談集改編，例如作家曲亭馬琴的「勧善常世物語」（1806年（文化3年））以及柳亭種彥的「近世怪談霜夜星」（1808年（文化5年））。

#### 概要
江戶先手組（江戶時代的警察）鐵炮隊同心田宮又左衛門有一個獨生女名為阿岩，阿岩因為外表與性格都有很大的問題而難以找到丈夫。年輕的浪人伊右衛門，因為被中間人欺騙，被迫成為了田宮家的上門女婿，不過也因此得到了岳父的提攜，加入了先手組。
加入了先手組的伊右衛門對上司伊東喜兵衛的小妾產生了好感，而伊東喜兵衛也恰好對懷了孕的小妾感到厭煩，想要把小妾送走，目的一致的兩人便合謀欺騙阿岩，把她趕出了田宮家。當阿岩意識到自己被欺騙之後，她發了瘋並很快地消失了。阿岩消失後不久，田宮家便開始遭遇一連串的不幸事件，最終導致滅亡。田宮家滅亡之後，當地仍然不斷發生怪事，因此當地人便在田宮家的舊址修建了稻荷神社以安撫阿岩的怨魂。

### 東海道四谷怪談
《東海道四谷怪談》是第四代鶴屋南北創作編劇的歌舞伎狂言劇，共有5幕，於1825年（文政8年）在江戶的中村座劇場首演。
本劇是南北代表性的「生世話狂言」（以描寫基層民眾生活為主的狂言劇），也是怪談狂言（夏狂言)，南北借用了《假名手本忠臣藏》的世界觀，以衍生作品的形式編寫，除了前述的於岩稻荷怪談以外，也融入了很多其他的怪談與故事，例如不倫的男女被釘在門板上，丟進神田川放流、南砂隱亡堀殉情事件等等

#### 首演
本劇與相同世界觀的時代劇《假名手本忠臣藏》一同合演了兩天，此後相當長一段時間都是以這種合演的形式演出。
- 第一日：《忠臣藏》第六幕（勘平切腹）→《四谷怪談》第一～第三幕
- 第二日：《忠臣藏》第七幕（祇園一力茶屋）→《四谷怪談》第四、第五幕

若與完整版的《忠臣藏》合演，則身為鹽治家親信的佐藤与茂七在殺死伊右衛門後，將參與襲擊高師直宅邸的行動。
二戰後，由於《忠臣藏》的內容涉及軍國主義，過於敏感而不再演出，四谷怪談改為單獨演出，佐藤与茂七相關的部分通常被略過或重新改寫。
首演陣容如下：
- 尾上菊五郎 - 阿岩
- 市川團十郎 - 伊右衛門
- 松本幸四郎 - 直助
- 岩井粂三郎 - 阿袖

其中阿岩的角色由菊五郎的孫輩進行了完善，成為了音羽屋的招牌角色之一。

#### 劇情概要[6]
歷應元年（1338年)，元鹽治家家臣、四谷左門的女兒阿岩，因為丈夫田宮伊右衛門行為不檢而躲回了娘家。伊右衛門對四谷左門施壓，讓左門出面說服妻子，但是左門拒絕，還指責了伊右衛門過往挪用公款的行為，惱羞成怒的伊右衛門便殺害了左門，並將現場偽裝成浪人所為。同一時間，暗戀阿岩妹妹阿袖的賣藥郎直助，也暗中殺死了阿袖的丈夫，鹽治家家臣佐藤与茂七（但實際上是個替身）。不久後，聽到動靜的阿岩與阿袖跑了出來，發現了父親與丈夫的遺體，伊右衛門與直助假意要為二女報仇，以此騙取她們的信任，伊右衛門與阿岩重新復合，直助與袖子則開始一起生活。
回到田宮家之後，阿岩為伊右衛門生下一子，但是產後狀況不佳，阿岩開始經常生病，因此伊右衛門開始對她產生厭惡。此時，高師直的家臣，伊藤喜兵衛的孫女「梅」，對伊右衛門表達了愛慕之意，喜兵衛也有意讓伊右衛門做自己的孫婿。得到了可以成為高家的家臣的承諾之後，伊右衛門威脅家中的按摩師「宅悦」，要求其與阿岩發生關係，密謀以此為由與阿岩離婚。然而，由於阿岩被伊右衛門下了從喜兵衛處取來的毒藥而面目潰爛，宅悦心生恐懼，慌不擇言的透漏了伊右衛門的計畫，發現被背叛的阿岩瘋狂地找出了短刀，衝出房間想要報仇，宅悦試圖阻止她，但是在拉扯中，阿岩不慎用刀刺穿了自己的脖子。臨死之前，阿岩仍不斷咒罵著伊右衛門。事後，伊右衛門誣陷了家中的下僕小佛小平，稱其偷竊了家中寶藥並與阿岩私通，處死小平之後，伊右衛門按照當地習俗，把阿岩與小平的遺體釘在門板的兩側，丟入河川之中。
伊右衛門成功成為了伊藤家的女婿，然而，他在新婚之夜被阿岩的怨魂嚇瘋，殺死了梅與喜兵衛之後逃走。
阿袖從宅悦處得知了姊姊的死訊，她以以身相許為由，要求直助幫忙報仇。但是此時，假死的与茂七出現了，他指控阿袖通姦，為了自己的名聲，阿袖選擇了自殺。直助從阿袖的遺言紙條中的得知她竟是自己失散多年的妹妹，在絕望之中自殺。
伊右衛門在殺死梅與喜兵衛之後逃到了蛇山上的一處破廟中，他被阿岩的怨魂詛咒，導致全身都被老鼠啃咬，人也被逼瘋了，直到循著線索找來，要為妻子一家報仇的佐藤与茂七將其斬殺。

## 於岩稻荷神社

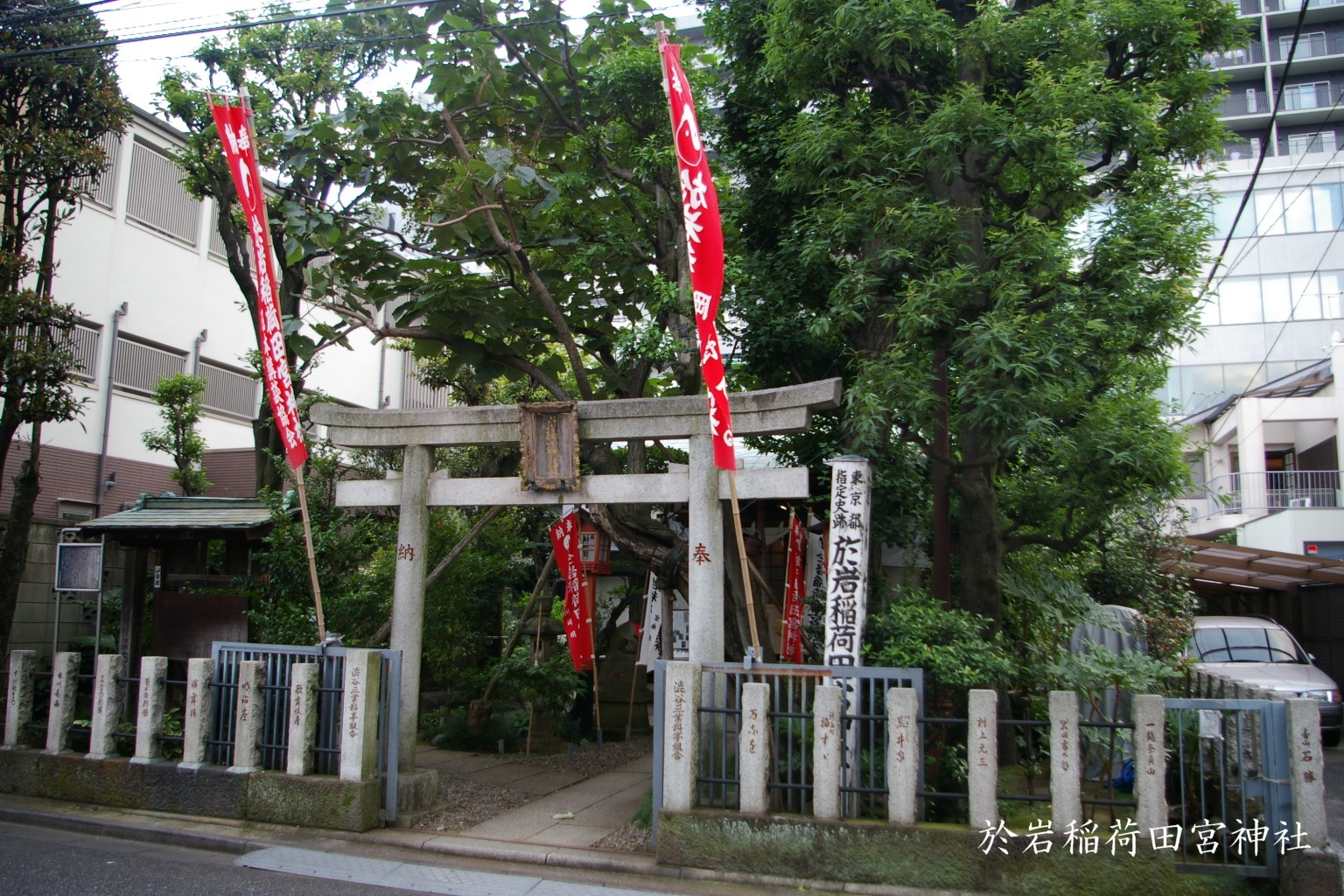
於岩稲荷田宮神社(四谷左門町)

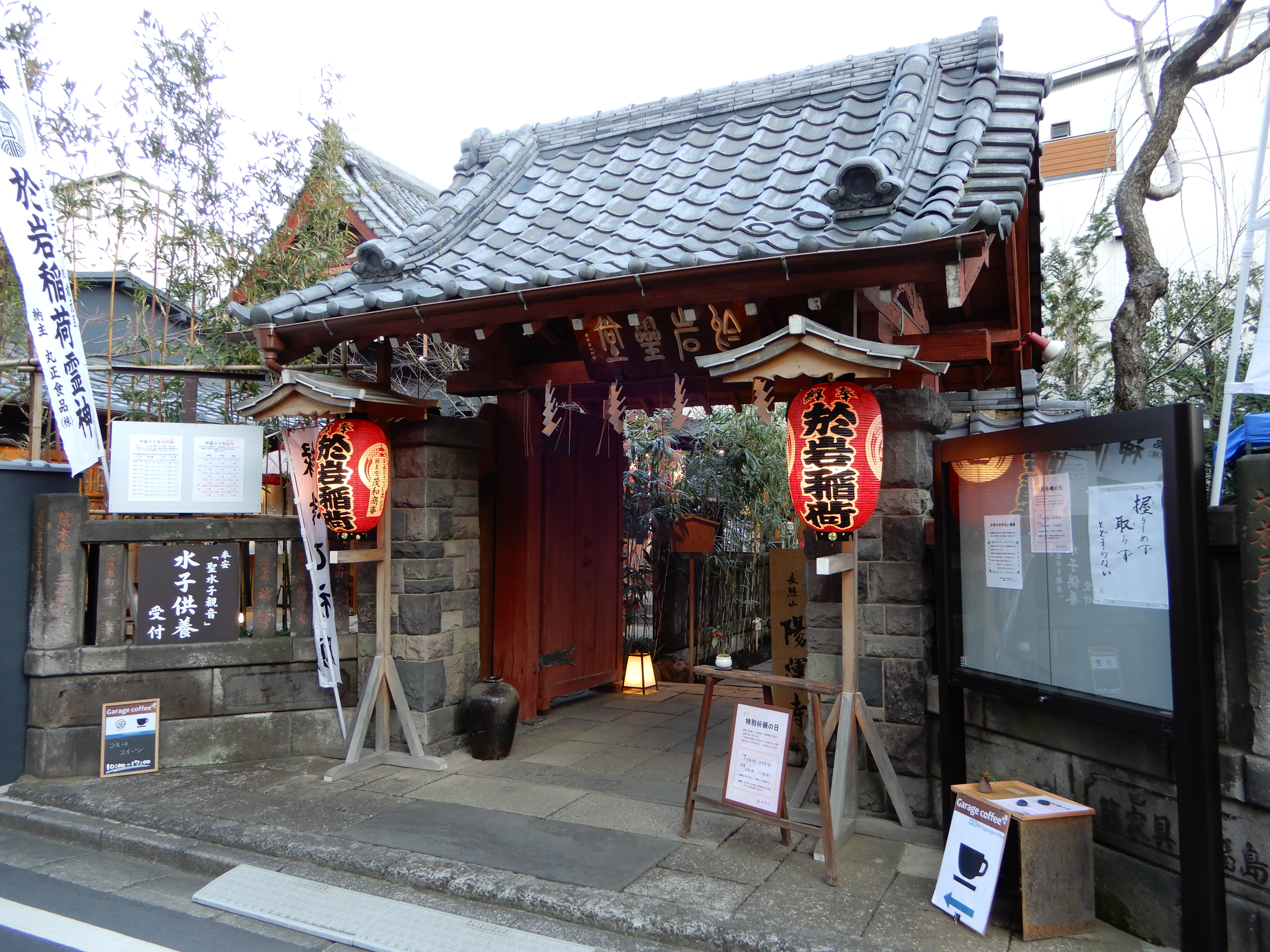
於岩稲荷陽運寺(四谷左門町)

現存有三所以「於岩稻荷」為名的神社寺院，分別是位於田宮家原址、東京都新宿區的「於岩稻荷田宮神社」，在田宮神社對面，也供奉阿岩牌位的「於岩稻荷陽運寺」以及位於中央區新川的「於岩稻荷田宮神社」。
最早的於岩稻荷田宮神社在1879年（明治12年）毀於火災，之後遷至新川。新川的神社在二戰中被摧毀，戰後，兩處神社都得到了重建。陽運寺是日連宗的寺廟，創立於昭和初期。由於岩稻荷田宮神社太過有名，已經成為當地特色，神社遷移之後，當地人憂心特色流失，便組成了「四谷於岩稻荷保存會」（「四谷お岩稲荷保存会」），並在此處建起了一個供奉阿岩的小祠堂，附近還有一口據說是阿岩生前使用的水井（該井後在昭和32年被指定為新宿區文化財）。隨著供奉的規模逐漸擴大，最終成立了陽運寺。
之所以會有多所關於阿岩神社寺院，主要是基於商業考量。四谷怪談的知名度很高，除了歌舞伎演員以外，阿岩還受到娛樂圈的追捧，因為她被認為可以防止男人外遇，相關紀念品的銷售與觀光人潮也促進了當地的經濟發展。但利益也引起了他人覬覦，明治時期的《東京日日新聞》、《東京曙新聞》等報紙上都曾刊登報導，指一位名為「小川」的人士曾多次試圖再建造一座新的「於岩稻荷神社」。

## 相關作品

### 以四谷怪談為主題的作品
落語
- 三遊亭圓朝創作的《四谷怪談》落語。

- 落語中把伊右衛門看到的鬼魂解釋為喝醉酒之後的幻想。

繪畫
- 歌川豐國，《東海道四谷怪談》 ，現藏於國立劇場。
- 歌川國貞，《当三升四谷聞書》，現藏於早稻田大學戲劇博物館。
- 葛飾北齋，《近世怪談霜夜星》插畫。
- 落合芳幾，《東海道四谷怪談》，現藏於神戶市立博物館。
- 吉川観方，《朝露、夕霧》，現藏於福岡市美術館。
- 歌川保齋，《按摩宅悦 尾上松助》
- 月岡芳年，《新形三十六怪撰助》-「四ツ谷怪談」

小說
- 平山蘆江，《お岩伊右衛門》，1934年（昭和9年）
- 京極夏彥，《嗤う伊右衛門》，1997年（平成9年）

電影（戰後）
- 《新釈四谷怪談（前・後篇》，1949年（昭和24年），松竹製作，導演：木下惠介，伊右衛門：上原謙，阿岩：田中絹代
- 《四谷怪談》，1956年（昭和31年），新東寶製作，監督：毛利正樹，伊右衛門：若山富三郎，阿岩：相馬千恵子
- 《四谷怪談》，1959年（昭和34年）大映製作，監督：三隅研次，伊右衛門：長谷川一夫，阿岩：中田康子
- 《東海道四谷怪談》，1959年（昭和34年），新東寶製作、監督：中川信夫，伊右衛門：天知茂，阿岩：若杉嘉津子
- 《怪談お岩の亡霊》，1961年（昭和36年），東映製作，監督：加藤泰，伊右衛門：若山富三郎，阿岩：藤代佳子
- 《四谷怪談》，1965年（昭和40年）東京映画製作，監督：豐田四郎，伊右衛門：仲代達矢，阿岩：岡田茉莉子
- 《四谷怪談 お岩の亡霊》，1969年（昭和44年），大映製作，監督：森一生，伊右衛門：佐藤慶，阿岩：稻野和子
- 《魔性の夏 四谷怪談より》，1981年（昭和56年），松竹製作，監督：蜷川幸雄，伊右衛門：萩原健一，阿岩：關根惠子
- 《忠臣蔵外伝 四谷怪談》，1994年（平成6年），松竹製作，監督：深作欣二，伊右衛門：佐藤浩市，阿岩：高岡早紀
- 《嗤う伊右衛門》，2004年（平成16年）東寶發行，改編自京極夏彦的同名小說。監督：蜷川幸雄，伊右衛門：唐澤壽明，阿岩：小雪

電視劇
- 《怪奇ロマン劇場・四谷怪談前編 後編》，1969年（昭和44年）8月23日 - 30日，朝日電視台，田村高廣、長門裕之主演
- 《日本怪談劇場 四谷怪談 稲妻の章・水草の章》，1970年（昭和45年）8月8日 - 8月15日，東京電視台，田村高廣、嵯峨京子主演
- 《怪談》第1話《四谷怪談》，1972年（昭和47年）7月21日，朝日電視台，天知茂、円山理映子主演
- 《日本名作怪談劇場》第3話《四谷怪談》，1979年（昭和54年）7月4日，東京電視台，伊吹吾郎、八木孝子主演
- 《日曜劇場》夏日懸疑系列《新四谷怪談》（前・後編），1987年8月23日・8月30日，TBS電視台，伊右衛門：役所廣司，阿岩：坂口良子，阿袖：岸本加世子
- 《妻そして女シリーズ・四谷怪談》，1991年（平成3年）7月29日 - 8月9日，每日放送，磯部勉、吉澤京子主演
- 《怪談百物語・四谷怪談》，2002年（平成14年）8月13日，富士電視台，伊右衛門：原田龍二，阿岩：菅野美穗
- 《日本史サスペンス劇場・四谷怪談の真実》，2008年（平成20年）4月16日，日本電視台，伊右衛門：金子昇，阿岩：須藤温子

漫畫
- 角田次朗，《恐怖新聞》-「黒の頁 真説四谷怪談」，1973年（昭和48年）- 1976年（昭和51年），週刊少年Champion

動畫
- 動畫版《東海道四谷怪談》，1981年（昭和56年），監督：澤田隆治・大塚康生（以鈴木一掛名），作画監督：丹内司，制作：テレコム・アニメーションフィルム，旁白：一龍斎貞水
- 《日野日出志 東海道 四谷怪談》，2000年（平成12年），監督：平野秀昭，原畫:日野日出志，声：伊右衛門（京本政樹）、阿岩（戸川京子）
- 《怪 ayakashi》-《四谷怪談》，2006年（平成18年），監督：今沢哲男，声：伊右衛門（平田廣明）、阿岩（小山茉美）

音樂
- 《「合唱のためのディスカバー・ニッポン<第一集>「東海道四谷怪談」》，2011年（平成23年），千原英樹作曲

### 使用部分四谷怪談的作品
電影和電視劇
- 《新怪談色慾外道 お岩の怨霊四谷怪談》，1976年（昭和51年），大蔵映画製作，監督：小川卓寛，主演：南ゆき
- 《夜明けの刑事》第78話「現代・四谷怪談」，1976年（昭和51年），TBS電視台
- 《新・松平右近》第19話「怪談 すすり泣く古井戸」，1983年（昭和58年），日本電視台系列
- 《鬼門食女》，2014年（平成26年），東映製作，監督：三池崇史，主演：市川海老蔵

舞台劇
- 岩波劇場連續劇《東海道四谷怪談》，1976年（昭和51年），岩波劇場公演
- 四谷於岩稲荷田宮神社勧進奉納舞台《なぞらえ屋 〜奇巡四谷怪談〜》，2009年（平成21年）9月18日 - 20日，築地本願寺公演

- La Moon主催，原作・脚本：有里紅良，演出：石山英憲（Theatre劇団子），舞台設計：夢来鳥ねむ
- 此作品是受田宮神社禰宜（助理神官）的委託而創作的，目的是作為募捐供奉的舞台。劇中內容暗示四谷怪談傳說可能成為束縛現代人的「楔子」（作品中用來指影響人們行為的先入為主或反射條件）。

- 新國立劇場《東海道四谷怪談》，2015年6月10日至28日於新國立劇場中劇場演出，導演：森慎太郎，劇本：藤野佐ちゃん
- 木下歌舞伎劇團《東海道四谷怪談 ー通し上演ー》，2012年11月21日至24日在豐島區立舞台藝術交流中心首演，2017年5月在京都芸術劇場・春秋座和豐島區立舞台藝術交流中心重演，監督：木ノ下裕一，演出：杉原邦生

- 整場演出持續六個小時，其中包括當前歌舞伎表演中經常被略過或剃除的場景和人物。

小說
- 高木彬光，《大東京四谷怪談》，1978年（昭和53年）

漫畫作品
- 川口開治，《アクター》，1984-1988，Morning雜誌

- 隨著作品中的虛構電影《四谷怪談 お梅の恋》的拍攝進展，演員和工作人員都受到了《四谷怪談》中描繪的人性戲劇的影響，作品的後半部分圍繞著主角作為演員和電影製作人的緊張生活展開。

落語
- 上方落語的《足あがり》當中，有一小段以「蛇山破廟」為背景的創作。

## 來源
1. ↑  飯塚友子. . 產經新聞. 2021-09-16  [2025-04-19] （jp）.
2. ↑   郡司正勝. . 日本: 講談社. 2016-08-10. ISBN 978-4062923781 （jp）.
3. 1 2  皆神龍太郎,志水一夫,加門正一. . 日本: 太田出版. 2001-07-01. ISBN 978-4872335989 （jp）.
4. ↑   小池壮彦. . 日本: 学研プラス. 2002-05-01. ISBN 978-4054016446 （jp）.
5. ↑   岡本綺堂. 岸井良衛 , 编. . 日本: 青蛙房. 2010-10-01. ISBN 978-4790505143 （jp）.
6. ↑   鶴屋南北. 河竹繁俊 , 编. . 日本: 岩波書店. 1956-08-25. ISBN 978-4003021316 （jp）.
7. 1 2  .   [2025-04-19] （jp）.

## 外部連結
- 互联网电影数据库（IMDb）上《Chushingura gaiden yotsuya kaidan (1994)》的资料（英文）
- 互联网电影数据库（IMDb）上《Masho no natsu - 'Yotsuya kaidan' yori (1981)》的资料（英文）
- 互联网电影数据库（IMDb）上《Yotsuya kaidan - Oiwa no borei (1969)》的资料（英文）
- 互联网电影数据库（IMDb）上《Yotsuya kaidan (1966)》的资料（英文）
- 互联网电影数据库（IMDb）上《Kaidan Oiwa no borei (1961)》的资料（英文）
- 互联网电影数据库（IMDb）上《Tōkaidō Yotsuya kaidan (1959)》的资料（英文）
- 互联网电影数据库（IMDb）上《Yotsuya kaidan (1959)》的资料（英文）
- 互联网电影数据库（IMDb）上《Yotsuya kaidan (1949)》的资料（英文）
- 互联网电影数据库（IMDb）上《Shinpan Yotsuya kaidan (1928)》的资料（英文）